# Mercedes-Benz Renntransporter
 (août 2017).
Si vous disposez d'ouvrages ou d'articles de référence ou si vous connaissez des sites web de qualité traitant du thème abordé ici, merci de compléter l'article en donnant les références utiles à sa vérifiabilité et en les liant à la section « Notes et références ».
La Mercedes-Benz Renntransporter est un modèle d'automobiles à deux places Véhicule utilitaire  du constructeur automobile allemand Mercedes-Benz, non commercialisé il a été présenté en 1954. Un exemplaire est visible au Musée Mercedes-Benz de Stuttgart

## Galerie

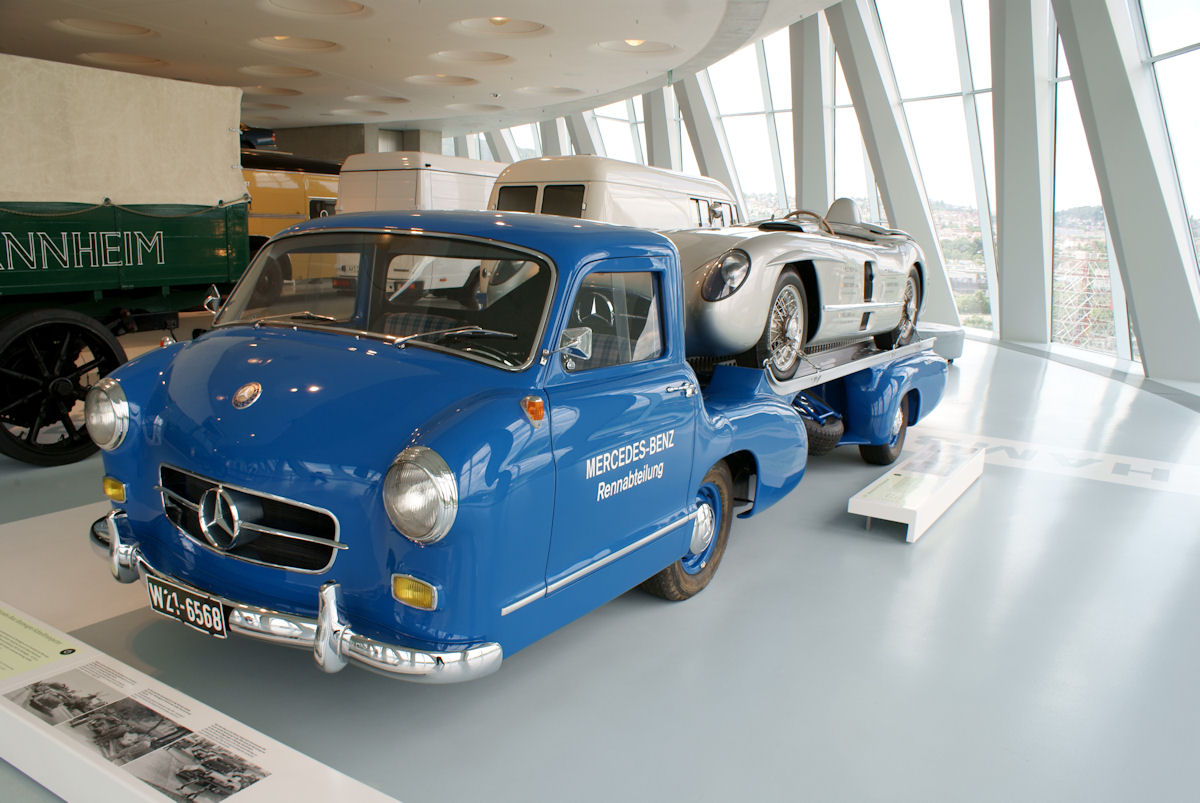
Mercedes-Benz Rennsportwagen
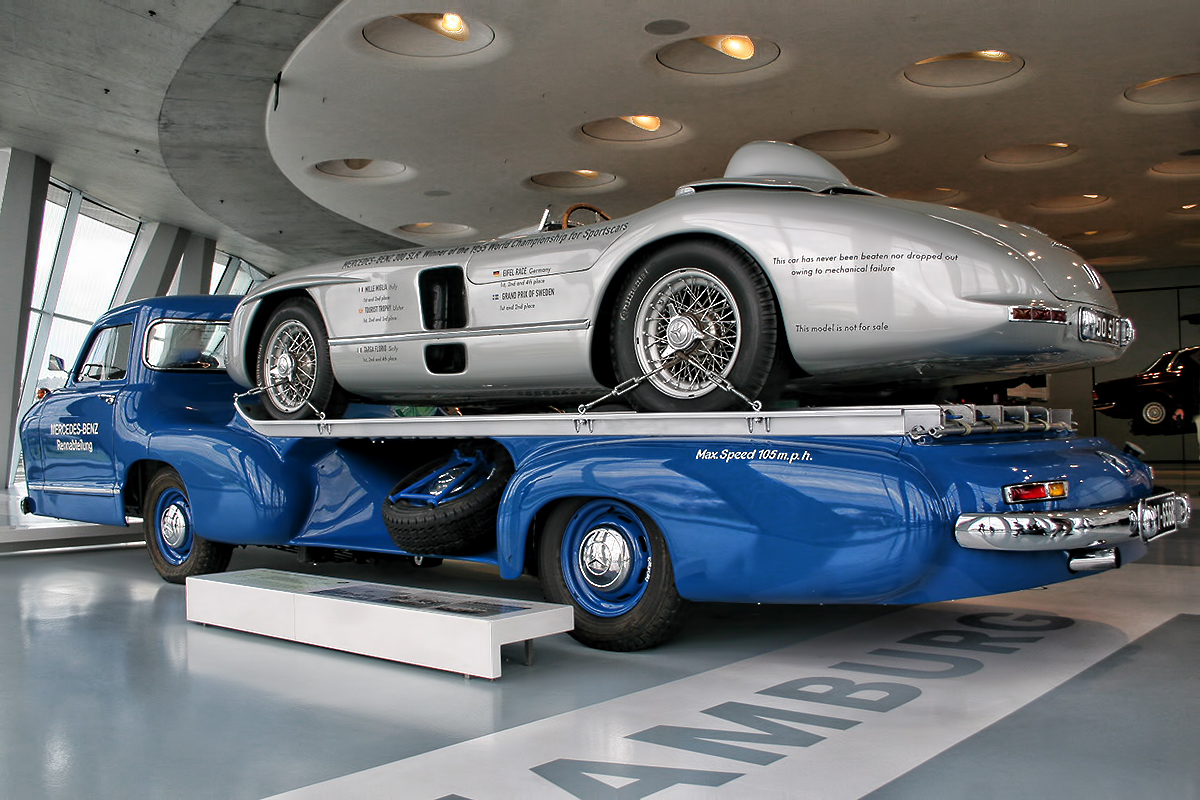
Mercedes-Benz Renntransporter
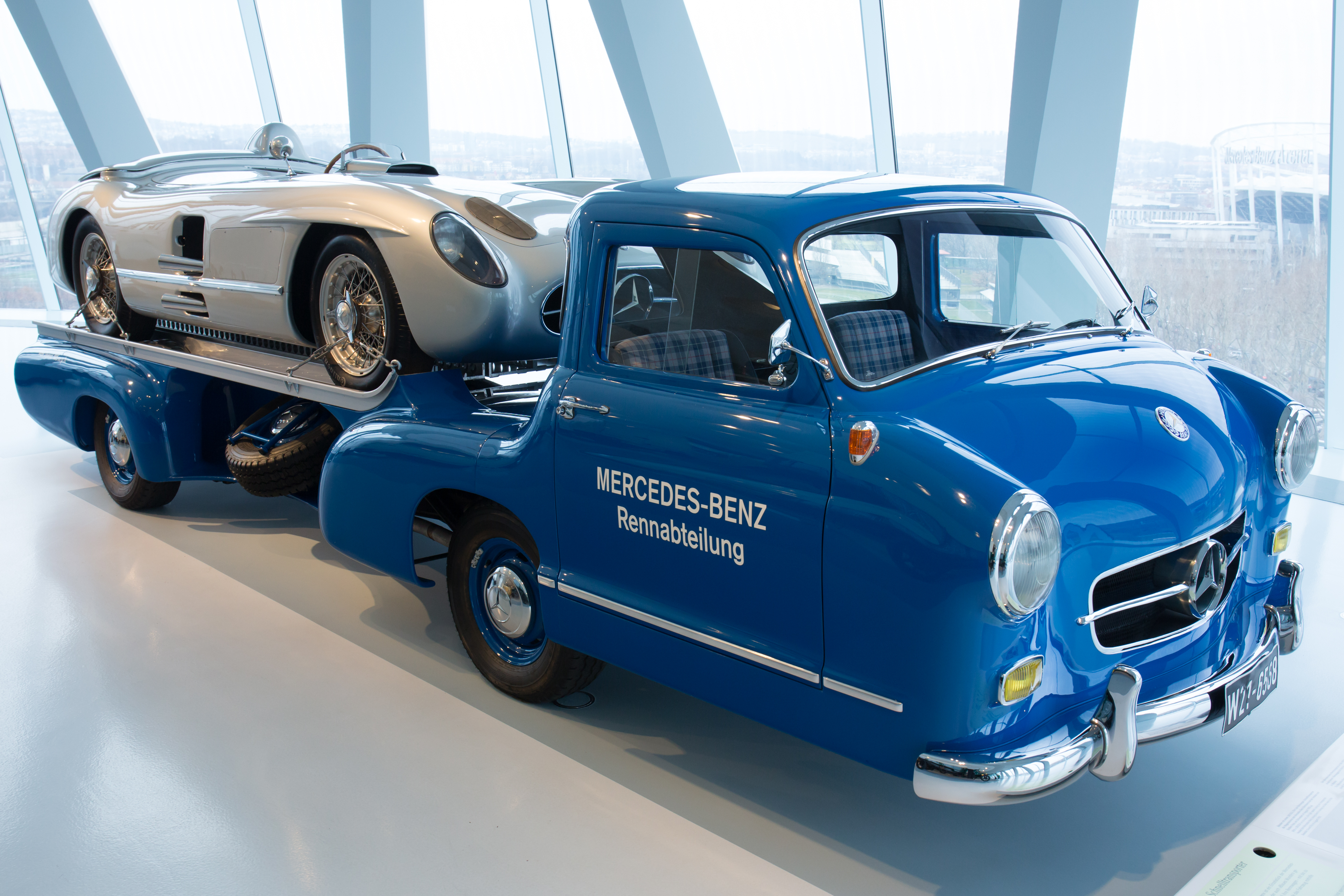
Mercedes-Benz Renntransporter